# 糠袋
糠袋（ぬかぶくろ）は、身体用洗浄料の一種。
手の平に収まる程度の大きさの木綿、絹の袋に、米糠を入れたもの。入浴の際、これで皮膚を按摩して使用する。平安時代から使用されてきた日本の伝統的な洗浄料で、現在の石鹸、ボディソープに相当する。もみじ袋とも呼ぶ。
皮膚を白く美しくする効果を持たせる為、ウグイスの糞、豆の粉などを添加する場合もある。
現在市販されている糠袋には、米糠の他、カオリンやタルクなどの研磨剤や、石鹸素地を配合する。